# 伊斯墨涅
伊斯墨涅（Ismene，希臘文：Ἰσμήνη）是希臘神話中的一個人物。她是俄狄浦斯和伊俄卡斯忒的女兒，厄忒俄克勒斯、波呂尼刻斯以及安提戈涅的姊妹。

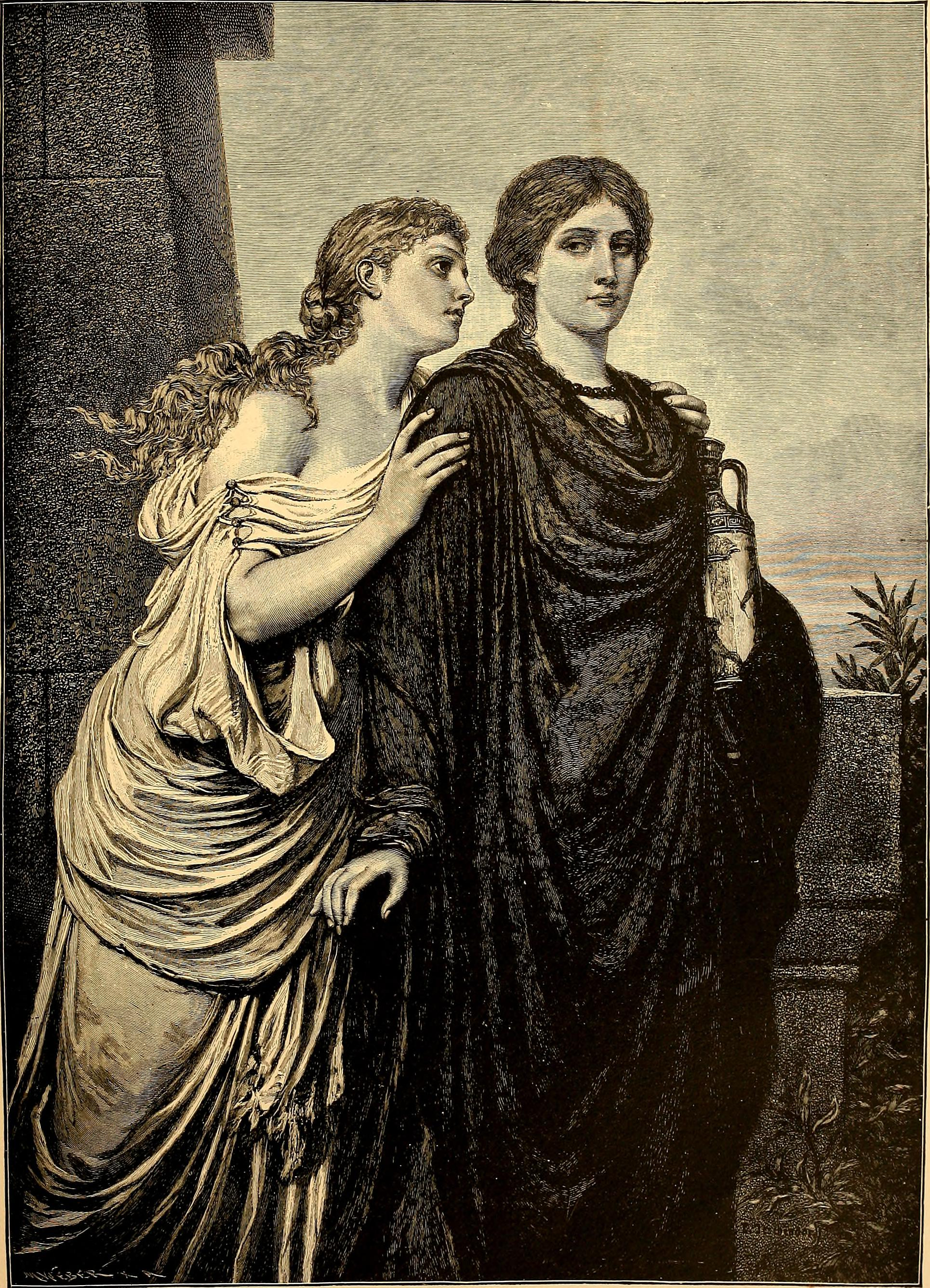
伊斯墨涅與安提戈涅

伊斯墨涅被寫在兩齣著名希臘悲劇《伊底帕斯王》以及《七將攻底比斯》當中。在《伊底帕斯王》中，安提戈涅請她幫忙埋葬她們的兄弟波呂尼刻斯，但伊斯墨涅拒絕，並叮嚀安提戈涅小心處理此事。在《七將攻底比斯》中，她被進攻底比斯的七位英雄之一堤丟斯所殺害。